# Orlando
 For alternative betydninger, se Orlando (flertydig). (Se også artikler, som begynder med Orlando)
Orlando er en amerikansk by i delstaten Florida. Den er hovedsæde i amtet Orange County. Byen har 307.573(2020) indbyggere med forstæder når indbyggertallet op på 2.082.628. Byen er bedst kendt for sine turistattraktioner og omkring 40 millioner mennesker besøger Orlando hvert år, for bl.a. at se: forlystelsesparkerne Disney World, Universal Studios og SeaWorld.